# Coburg (Iowa)
Coburg – miasto w Stanach Zjednoczonych, w stanie Iowa, w hrabstwie Montgomery. 

## Demografia
Zgodnie ze spisem statystycznym z 2000, miasto liczyło 31 mieszkańców. W 2023 liczba mieszkańców spadła do 27 osób, a gęstość zaludnienia poniżej 34 osób/km².